# 林孟喬
林孟乔（?—?），字望之，福建福州府福清县人，明朝政治人物、同進士出身。

## 生平
景泰七年（1456年），福建丙子乡试中舉。天顺元年（1457年），聯登丁丑科進士，任户部郎中。